# Payday 2
Payday 2 est un jeu vidéo en mode coopératif et solo de tir à la première personne développé par Overkill Software. C'est la suite de Payday: The Heist (2011). Il est sorti en août 2013 sur Xbox 360 via Xbox Live Arcade, sur PlayStation 3 via PlayStation Network, sur Windows et sur Linux via Steam. Le jeu est également sorti sur support physique. Une version appelée Crimewave Edition est sortie le 12 juin 2015 sur PlayStation 4 et sur Xbox One. Une version Nintendo Switch est sortie en février 2018.

## Système de jeu
Payday 2 reprend quatre personnages du premier opus : Dallas, Chains, Wolf et Hoxton . Ces personnalités sont incarnées par les joueurs lors des parties, mais ne définissent pas la (ou les) spécialisation(s) de chaque joueur.
Chaque joueur peut personnaliser son style de jeu, en achetant des compétences, des armes et leurs modifications, ainsi que des masques et leurs modifications au fur et à mesure qu'il gagne des niveaux (de la réputation) et de l'argent. La mise à jour du jeu intitulée Update 100 et datant du 2 juin 2016 modifie plusieurs de ces principes.
Le jeu offre flexibilité, permettant à chaque joueur ou groupe de joueurs de définir son style, allant de l'infiltration (type Splinter Cell) aux raids typiques du FPS.
Les missions, qui ne suivent pas un schéma linéaire comme dans le premier épisode, sont disponibles selon un système original pour rejoindre les parties en cours ou dans le salon, ou de créer des salons. Des missions plus difficiles sont débloquées au fil de l'augmentation de la réputation du joueur.
Depuis les dernières mises à jour, vous pouvez désormais incarner John Wick (héros éponyme des films John Wick, incarné par Dave Fouquette), Old Hoxton, Clover, Dragan, Bodhi, Jacket, Bonnie, Sokol, Sydney, Jiro, Duke, Sangres, Ethan, Hila, Jimmy (personnage emblématique du film Hardcore Henry, incarné par Sharlto Copley), Rust (incarné par Ron Perlman) et Scarface (film du même nom incarné par Al Pacino).

### Réputation (niveau) et infamie
La réputation, correspondant au niveau et étant plafonnée à 100, augmente avec l'expérience gagnée et permet au joueur d'acquérir de points de compétence. Les points d’expérience sont gagnés en fonction de la mission, du nombre de jours qu'elle comporte, ou encore de sa difficulté. Depuis une récente mise à jour, le nombre de sac de butin acquis lors de la mission, augmente le nombre de points d'expérience gagnés à la fin de la mission.
Chaque niveau de réputation apporte un point de compétence, et le joueur gagne 2 points de compétence bonus tous les dix niveaux pour un total de 120.

Les hôtes des salons peuvent établir un niveau minimum (limite à la réputation) qu'il faut avoir atteint pour rejoindre leur partie à condition que ce niveau ne dépasse pas le leur.
Afin de continuer sa progression une fois au niveau de réputation 100, le joueur doit accéder à un deuxième système de niveaux : l'infamie. En échange d'une partie de son butin (cette pénalité prend fin à partir du niveau d'infamie V), il retourne alors avec une réputation de 0 et passe infâme niveau 1, noté 1 - 0 (ou I-0). Il doit alors remonter au niveau de réputation 100, avant de recommencer et ce jusque infâme niveau 25, réputation 100, noté 25 - 100 (ou XXV - 100). 
Débloquer des niveaux d'infamie permet d'obtenir des bonus d'expériences, ce qui permet de faciliter la progression du joueur. Cela permet également de débloquer des équipements de classe "infâme".

### Compétences
Les compétences sont réparties dans 5 domaines : Cerveau, Exécuteur, Technicien, Fantôme et Fugitif, correspondant à des styles de jeu différents.
Ces domaines sont indépendants, et sous divisés en 3 arbres chacun. Chaque arbre comporte 4 paliers, nécessitant de plus en plus de points pour y accéder. De plus, chaque compétence pour être améliorée en As, montrant ainsi la diversité que les joueurs peuvent obtenir en dépensant leurs points de compétences dans un ou plusieurs arbres, dans un ou plusieurs domaines.
Les arbres de compétences peuvent être réinitialisés à volonté

#### Cerveau
Plutôt axé sur le support de l'équipe, les compétences du Cerveau permettent d'améliorer son efficacité à soigner le groupe, ainsi que des compétences d'intimidation et de domination des adversaires communs.

#### Exécuteur
L'Exécuteur dispose de compétences qui lui permettent avant tout d'être une assurance tout-risque pour l'équipe. Principalement dirigé vers le combat, il peut en outre débloquer la scie, qui lui permet en plus d'être une arme de corps à corps très efficace, d'ouvrir des distributeurs de billets, la plupart des portes, ainsi que les petits coffres individuels situés à l'intérieur des grands coffres de banque. La scie ne peut cependant pas ouvrir les coffres blindés.
Par nature moins discret que le Cerveau et le Fantôme, l'Exécuteur reste généralement en deuxième plan jusqu'au moment où les choses tournent mal (ce qui est le cas la plupart du temps).

#### Technicien
Le Technicien est un peu le MacGyver de Payday. Son domaine de compétence ouvre plusieurs voies qui peuvent toutes être débloquées à haut niveau. La première est l'optimisation des mines et du C4, un puissant explosif permettant d'ouvrir coffres et porte de manière peu discrète. Il peut aussi développer des compétences dans l'utilisation des perceuses, ce qui lui permet de percer en silence et très rapidement. Enfin, il peut améliorer la tourelle qui est une arme qui tire sur les ennemis dès qu'ils s'approchent.
Étant donné son rôle principal de spécialiste d'ouverture, il peut indifféremment être en première ligne afin de soutenir son équipe avec ses mines et ses tourelles, ou s'infiltrer et percer un coffre puis se retirer sans que personne le remarque.

#### Fantôme
Grand spécialiste de l'infiltration, le Fantôme peut par exemple utiliser un ECM (ou CME : contre-mesures électroniques) qui lui permet, en plus de brouiller les signaux des caméras, des bipeurs (pagers) des gardes (sauf si vous n'aviez pas la compétence  ECM Specialist aced) et des portables des civils (pour éviter qu'ils n'appellent la police), d'ouvrir les portes électroniques, (nécessite ECM Specialist de base.) d'ouvrir des distributeurs de billets, ou même d'immobiliser les ennemis pour quelques instants. (ECM Feedback) Le Fantôme peut aussi déverrouiller le crochetage, ce qui lui permet d'ouvrir les coffres plus silencieusement qu'avec du C4 et bien plus rapidement qu'avec une perceuse.

#### Fugitif
Souvent considéré comme l'arbre du joueur dodge, le nombre de compétence pour être celui qui joue solo est considérable. Il est le spécialiste du corps à corps et de l'utilisation des pistolets. C'est également le seul arbre qui débloque les coups critiques, et qui augmente vos chances d'esquive efficacement. (hors fantôme qui augmente l'esquive quand vous courrez).

### Les Mandataires
Les mandataires sont les personnes qui fournissent les contrats de braquages à travers Crime.net (moteur de recherche fictionel pour criminel).

#### Bain
La silhouette sombre derrière le CRIME.NET. Personne, pas même l'équipage, n'a jamais rencontré Bain. Ses contacts ainsi que son équipage sont soigneusement gérés pour éviter un maximum de risque.

#### Le dentiste
On sait peu de choses sur le dentiste. C'est un planificateur déterminé et méticuleux, il est d'ailleurs le seul à savoir comment libérer le vieux Hoxton.

#### L'éléphant
John Henry Simmons, appelé l'éléphant par la presse, est un membre du Congrès Républicain, il est souvent impliqué dans des affaires sales.

#### Gage
Gage est un vétéran de la guerre en Afghanistan. Il est le meilleur trafiquant d'armes du pays ainsi qu'un bon assassin. 

#### Hector
Un ancien cadre d'entreprise orienté dans le management, qui plus est perfectionniste. Il est le plus grand trafiquant de drogue sur la côte Est et est lien direct avec le Cartel Sinaloan au Mexique. Il est surtout le traître qui est responsable de l'arrestation du premier Hoxton.

#### Vlad
Un Ukrainien qui avait l'habitude d'être un exécuteur redouté dans la patrie russe. À travers sa boulangerie il dirige son réseau de racket et d'extorsion depuis des années.

#### Le Boucher
Le boucher est spécialisé dans la vente d'armes. Son entreprise attend avec impatience une coopération commerciale longue et fructueuse avec Bain.

#### Vernon Locke
Un agent de Murkywater chargé de détruire le CRIME.NET. Cependant, étant un mercenaire corrompu, attiré par l'argent facile, il voit cela comme une opportunité. Par la suite, Locke prendra la place de Bain à la tête du gang payday à la suite du deuxième jour du braquage Réservoir Dogs.

## Missions disponibles
| Nom Français                 | Nom Original           | Sortie            | Note |
| ---------------------------- | ---------------------- | ----------------- | --- |
| 4 Magasins                   | Four Stores            | 13 août 2013      | Disponibles depuis la sortie du jeu. |
| À l’ukrainienne              | Ukrainian Job          | 13 août 2013      | Disponibles depuis la sortie du jeu. |
| Balances                     | Rats                   | 13 août 2013      | Disponibles depuis la sortie du jeu. |
| Bijouterie                   | Jewelry Store          | 13 août 2013      | Disponibles depuis la sortie du jeu. |
| Boîte de nuit                | Nightclub              | 13 août 2013      | Disponibles depuis la sortie du jeu. |
| Braquage : Aléatoire         | Bank Heist: Random     | 13 août 2013      | Disponibles depuis la sortie du jeu. |
| Braquage : Argent            | Bank Heist: Cash       | 13 août 2013      | Disponibles depuis la sortie du jeu. |
| Braquage : Coffres           | Bank Heist: Deposit    | 13 août 2013      | Disponibles depuis la sortie du jeu. |
| Braquage : Or                | Bank Heist: Gold       | 13 août 2013      | Disponibles depuis la sortie du jeu. |
| Chiens de garde              | Watchdogs              | 13 août 2013      | Disponibles depuis la sortie du jeu. |
| Collectionneur               | Framing Frame          | 13 août 2013      | Disponibles depuis la sortie du jeu. |
| Pétrole en péril             | Big Oil                | 13 août 2013      | Disponibles depuis la sortie du jeu. |
| Pyromane                     | Firestarter            | 13 août 2013      | Disponibles depuis la sortie du jeu. |
| Vandale                      | Mallcrasher            | 13 août 2013      | Disponibles depuis la sortie du jeu. |
| Évasion : Café               | Cafe Escape            | 13 août 2013      | Disponibles depuis la sortie du jeu. Missions spéciales, imposées aléatoirement après certaines missions suivant la façon dont elles ont été réalisées par les joueurs. |
| Évasion : Garage             | Garage Escape          | 13 août 2013      | Disponibles depuis la sortie du jeu. Missions spéciales, imposées aléatoirement après certaines missions suivant la façon dont elles ont été réalisées par les joueurs. |
| Évasion : Parc               | Park Escape            | 13 août 2013      | Disponibles depuis la sortie du jeu. Missions spéciales, imposées aléatoirement après certaines missions suivant la façon dont elles ont été réalisées par les joueurs. |
| Évasion : Rue                | Street Escape          | 13 août 2013      | Disponibles depuis la sortie du jeu. Missions spéciales, imposées aléatoirement après certaines missions suivant la façon dont elles ont été réalisées par les joueurs. |
| Évasion : Viaduc             | Overpass Escape        | 13 août 2013      | Disponibles depuis la sortie du jeu. Missions spéciales, imposées aléatoirement après certaines missions suivant la façon dont elles ont été réalisées par les joueurs. |
| Magasin de diamants          | Diamond Store          | 13 septembre 2013 | Ajoutée via le DLC gratuit "The Diamond Store Heist". |
| Cauchemar à la planque       | Safe House Nightmare   | 31 octobre 2013   | Ajoutée via le DLC gratuit "The First Annual Payday Halloween Special!", à l'occasion d'Halloween. Mission spéciale, disponible uniquement pendant une semaine aux alentours d'Halloween chaque année, jusqu'à être laissée définitivement dans le jeu à partir du 31 octobre 2017. |
| Convoi Blindé : Carrefour    | Transport: Crossroads  | 14 novembre 2013  | Ajoutées via le DLC payant "Armored Transport". |
| Convoi Blindé : Centre-ville | Transport: Downtown    | 14 novembre 2013  | Ajoutées via le DLC payant "Armored Transport". |
| Convoi Blindé : Parc         | Transport: Park        | 14 novembre 2013  | Ajoutées via le DLC payant "Armored Transport". |
| Convoi Blindé : Pont         | Transport: Underpass   | 14 novembre 2013  | Ajoutées via le DLC payant "Armored Transport". |
| Convoi Blindé : Quais        | Transport: Harbor      | 14 novembre 2013  | Ajoutées via le DLC payant "Armored Transport". |
| Convoi Blindé : Train        | Transport: Train Heist | 14 novembre 2013  | Ajoutées via le DLC payant "Armored Transport". |
| GO Bank                      | GO Bank                | 16 décembre 2013  | Ajoutée via le DLC gratuit "The Charlie Santa Heist", à l'occasion de Noël. |
| Election Day                 | Election Day           | 20 mars 2014      | Ajoutée via le DLC gratuit "The Election Day Heist". |
| Pillage nocturne             | Shadow Raid            | 29 mai 2014       | Ajoutée via le DLC gratuit "The Shadow Raid Heist". |
| Benevolent Bank              | The Big Bank           | 17 juin 2014      | Ajoutée via le DLC payant "The Big Bank". |
| Hotline Miami                | Hotline Miami          | 30 septembre 2014 | Ajoutée via le DLC payant "Hotline Miami", faisant la promotion du jeu vidéo Hotline Miami. |
| Musée d'art                  | Art Gallery            | 24 octobre 2014   | Ajoutée via le DLC gratuit "The Art Gallery Heist", au cours de l'évènement "CrimeFest 2014". Similaire au premier jour de la mission "Collectionneur". |
| L'évasion d'Hoxton           | Hoxton Breakout        | 27 octobre 2014   | Ajoutée via le DLC gratuit "Hoxton Breakout Heist" au cours du mini-évènement "Hoxtober". |
| Noël Blanc                   | White Xmas             | 4 décembre 2014   | Ajoutée via le DLC gratuit "The White Xmas Heist", à l'occasion de Noël. |
| Le Diamant                   | The Diamond            | 16 décembre 2014  | Ajoutée via le DLC payant "The Diamond Heist". |
| La Bombe : Chantier Naval    | The Bomb: Dockyard     | 22 janvier 2015   | Ajoutées via le DLC payant "The Bomb Heists". |
| La Bombe : Forêt             | The Bomb: Forest       | 22 janvier 2015   | Ajoutées via le DLC payant "The Bomb Heists". |
| Amphet' à gogo               | Cook Off               | 13 mars 2015      | Ajoutée via le DLC gratuit "Spring Break Heist Updates", au cours de l'évènement "Spring Break 2015". Similaire au premier jour de la mission "Balances". |
| Concessionnaire              | Car Shop               | 18 mars 2015      | Ajoutée via le DLC gratuit "The Car Shop Heist", au cours de l'évènement "Spring Break 2015". |
| Vengeance d'Hoxton           | Hoxton Revenge         | 21 mars 2015      | Ajoutée via le DLC gratuit "Hoxton Revenge Heist", au cours de l'évènement "Spring Break 2015". |
| Fusion                       | Meltdown               | 7 mai 2015        | Ajoutée via le DLC gratuit "The Meltdown Heist". |
| Concert d'Alesso             | The Alesso Heist       | 21 mai 2015       | Ajoutée via le DLC payant "The Alesso Heist", étant une collaboration avec le DJ Alesso, l'occasion de la sortie de son album "Forever". |
| Casino Golden Grin           | Golden Grin Casion     | 25 juin 2015      | Ajoutée via le DLC payant "The Golden Grin Casino Heist". |
| Contrecoup                   | Aftershock             | 17 octobre 2015   | Ajoutée via le DLC gratuit "The Aftershock Heist" au cours de l'évènement "CrimeFest 2015". |
| First World Bank             | First World Bank       | 20 octobre 2015   | Ajoutée via le DLC gratuit "The Dallas Heist Pack I", au cours de l'évènement "CrimeFest 2015". Version remake d'une mission déjà présente dans Payday: The Heist. |
| Abattoir                     | Slaughterhouse         | 23 octobre 2015   | Ajoutée via le DLC gratuit "The Dallas Heist Pack II", au cours de l'évènement "CrimeFest 2015". Version remake d'une mission déjà présente dans Payday: The Heist. |
| Rats de laboratoire          | Lab Rats               | 29 octobre 2015   | Ajoutée via le DLC gratuit "The Third Annual Payday Halloween Special!", à l'occasion d'Halloween. |
| Sous la montagne             | Beneath the Mountain   | 3 décembre 2015   | Ajoutées via le DLC payant "The Point Break Heists", faisant la promotion du film Point Break (2015). |
| Genèse céleste               | Birth of Sky           | 3 décembre 2015   | Ajoutées via le DLC payant "The Point Break Heists", faisant la promotion du film Point Break (2015). |
| L'atelier du Père Noël       | Santa's Workshop       | 10 décembre 2015  | Ajoutée via le DLC gratuit "Santa's Workshop Heist", à l'occasion de Noël. |
| Goat Simulator               | Goat Simulator         | 14 janvier 2016   | Ajoutée via le DLC payant "The Goat Simulator Heist", faisant la promotion du jeu vidéo Goat Simulator. |
| Contrefaçon                  | Counterfeit            | 11 février 2016   | Ajoutées via le DLC payant "Wolf Pack", faisant référence au DLC du même nom de Payday: The Heist, qui ajoutait ces mêmes missions. Versions remakes de missions déjà présentes dans Payday: The Heist.                                                                             |
| En sous-marin                | Undercover             | 11 février 2016   | Ajoutées via le DLC payant "Wolf Pack", faisant référence au DLC du même nom de Payday: The Heist, qui ajoutait ces mêmes missions. Versions remakes de missions déjà présentes dans Payday: The Heist.                                                                             |
| De l'orage dans l'air        | Boiling Point          | 31 mars 2016      | Ajoutées via le DLC gratuit "Hardcore Henry Heists", étant une promotion mutuelle avec le film Hardcore Henry. |
| Gare de pillage              | Murky Station          | 31 mars 2016      | Ajoutées via le DLC gratuit "Hardcore Henry Heists", étant une promotion mutuelle avec le film Hardcore Henry. |
| Vol de coke                  | Get the Coke           | 9 juin 2016       | Ajoutées via le DLC gratuit "Back to the Basics". Missions servant d'entraînements. |
| La clé USB                   | Flash Drive            | 9 juin 2016       | Ajoutées via le DLC gratuit "Back to the Basics". Missions servant d'entraînements. |
| À plein gaz                  | The Biker Heist        | 17 juin 2016      | Ajoutée via le DLC payant "The Biker Heist". |
| Descente de la planque       | Safe House Raid        | 12 octobre 2016   | Ajoutée via le DLC gratuit "Hoxton Safe", au cours de l'évènement "Hoxton's Housewarming Party". Mission spéciale, ne peut pas être achetée comme contrat mais est proposée tous les trois jours.                                                                                   |
| Pièce de sûreté              | Panic Room             | 16 octobre 2016   | Ajoutée via le DLC gratuit "Panic Room", au cours de l'évènement "Hoxton's Housewarming Party". Version remake d'une mission déjà présente dans Payday: The Heist. |
| Cauchemar en prison          | Prison Nightmare       | 3 novembre 2016   | Ajoutée via le DLC gratuit "The Fourth Annual Payday Halloween Special!", à l'occasion d'Halloween. |
| Vol de Noël                  | Stealing Xmas          | 8 décembre 2016   | Ajoutée via le DLC gratuit "Stealing Xmas", à l'occasion de Noël. |
| Manoir de Scarface           | Scarface Mansion       | 15 décembre 2016  | Ajoutée via le DLC payant "Scarface Heist", en hommage au film Scarface. |
| Brooklyn 10-10               | Brooklyn 10-10         | 9 février 2017    | Ajoutées via le DLC payant "John Wick Heists Pack", étant une collaboration avec Lionsgate à l'occasion de la sortie de John Wick 2. |
| Le Yacht                     | The Yacht Heist        | 9 février 2017    | Ajoutées via le DLC payant "John Wick Heists Pack", étant une collaboration avec Lionsgate à l'occasion de la sortie de John Wick 2. |
| Ça chauffe dans la rue       | Heat Street            | 4 avril 2017      | Ajoutée via le DLC gratuit "Heat Street" au cours de l'évènement "The Search for Kento". Version remake d'une mission déjà présente dans Payday: The Heist. |
| Pont Vert                    | Green Bridge           | 12 avril 2017     | Ajoutée via le DLC gratuit "Green Bridge" au cours de l'évènement "The Search for Kento". Version remake d'une mission déjà présente dans Payday: The Heist. |
| Trafic Alaskain              | Alaskan Deal           | 23 octobre 2017   | Ajoutée au cours de l'évènement "Locke and Load". |
| Vol de Diamants              | Diamond Heist          | 27 octobre 2017   | Ajoutée au cours de l'évènement "Locke and Load". Version remake d'une mission déjà présente dans Payday: The Heist. |
| Parcours Maudit              | Cursed Kill Room       | 31 octobre 2017   | Ajoutée à l'occasion d'Halloween. |
| Reservoir Dogs               | Reservoir Dogs Heist   | 14 décembre 2017  | Ajoutée en hommage au film Reservoir Dogs. |
| Brooklyn Bank                | Brooklyn Bank          | 21 décembre 2017  | Ajoutée à l'occasion de Noël. |
| Visite Officieuse            | Breakin' Feds          | 23 avril 2018     | Ajoutée au cours de l'évènement "Spring Break 2018". |
| Henry's Rock                 | Henry's Rock           | 29 avril 2018     | Ajoutée au cours de l'évènement "Spring Break 2018". |
| Enchères Shacklethorne       | Shacklethorne Auction  | 15 août 2018      | Ajoutée au cours de l'évènement "ICEBREAKER". |
| Île Infernale                | Hell's Island          | 26 octobre 2018   | Ajoutée au cours de l'évènement "Breaking News". |
| No Mercy                     | No Mercy               | 30 octobre 2018   | Ajoutée au cours de l'évènement "Breaking News". Version remake d'une mission déjà présente dans Payday: The Heist. |
| Maison-Blanche               | The White House        | 1er novembre 2018 | Ajoutée au cours de l'évènement "Breaking News". |
| Passage de Frontière         | Border Crossing        | 7 novembre 2019   | Ajoutées via le DLC payant "Border Crossing Heist" DLC également présent dans le "Silk Road Collection Bundle". |
| Passage d'Amphets            | Border Crystal         | 7 novembre 2019   | Ajoutées via le DLC payant "Border Crossing Heist" DLC également présent dans le "Silk Road Collection Bundle". |
| San Martín Bank              | San Martín Bank        | 27 février 2020   | Ajoutée via le DLC payant "San Martín Bank Heist" DLC également présent dans le "Silk Road Collection Bundle". |
| Sauvetage à Tijuana          | Breakfast in Tijuana   | 30 juin 2020      | Ajoutée via le DLC payant "Breakfast in Tijuana Heist" DLC également présent dans le "Silk Road Collection Bundle". |
| Manoir de Buluc              | Crimson Shore          | 11 novembre 2020  | Ajoutée via le DLC payant "Buluc's Mansion" DLC également présent dans le "Buluc's Mansion Bundle" et "Silk Road Collection Bundle". |
| Vol du dragon                | Dragon Heist           | 17 mars 2021      | Ajoutée via le DLC payant "Dragon Pack" DLC également présent dans le "Dragon Heist Bundle" et le bundle "City Of Gold Collection". |
| Prisonnier Ukrainien         | The Ukrainian Prisoner | 16 juin 2021      | Ajoutée via le DLC payant "The Ukrainian Prisoner Heist" DLC également présent dans le "Ukrainian Prisoner Bundle" et le bundle "City Of Gold Collection". |
| Le Black Cat                 | Black Cat              | 13 octobre 2021   | Ajoutée via le DLC payant "Black Cat Heist" DLC également présent dans le "Black Cat Bundle" et le bundle "City Of Gold Collection". |
| Maître du sommet             | Mountain Master        | 9 mars 2022       | Ajoutée via le DLC payant "Mountain Master Heist" DLC également disponible dans le bundle "City of Gold Collection". |
| Ranch Texan                  | Midland Ranch          | 13 juillet 2022   | Ajoutée via le DLC payant "Midland Ranch Heist" DLC également disponible dans le "Midland Bundle". |
| Plaque tournante             | Lost in Transit        | 25 octobre 2022   | Ajoutée via le DLC payant "Lost in Transit Heist" DLC également disponible dans le "Lost in Transit Bundle". |

## Contenu téléchargeable

### Payant[3]
- 14 novembre 2013 : Armored Transport
- 5 décembre 2013 : Gage Weapon Pack #01
- 19 décembre 2013 : A Merry Payday Christmas
- 30 janvier 2014 : Gage Weapon Pack #02
- 10 avril 2014 : Gage Mod courier
- 8 mai 2014 : Gage Sniper Pack
- 17 juin 2014 : The Big Bank Heist
- 3 juillet 2014 : Gage Shotgun Pack
- 4 septembre 2014 : Gage Assault Pack
- 30 septembre 2014 : Hotline Miami
- 13 novembre 2014 : Gage Historical Pack
- 16 décembre 2014 : The Diamond Heist
- 16 décembre 2014 : Clover Character Pack
- 22 janvier 2015 : The Bomb Heists
- 22 janvier 2015 : Dragan Character Pack
- 26 février 2015 : The Butcher's AK/CAR Mod Pack
- 6 mars 2015 : The OVERKILL Pack
- 26 mars 2015 : The Butcher's BBQ Pack
- 30 avril 2015 : The Butcher's Western Pack
- 21 mai 2015 : The Alesso Heist
- 25 juin 2015 : The Golden Grin Casino Heist
- 25 juin 2015 : Sokol Character Pack
- 16 juillet 2015 : Gage Ninja Pack
- 27 août 2015 : Yakuza Character Pack
- 10 septembre 2015 : Gage Chivalry Pack
- 3 décembre 2015 : The Point Break Heists
- 14 janvier 2016 : The Goat Simulator Heist
- 11 février 2016 : Wolf Pack
- 12 mai 2016 : Sydney Character Pack
- 16 juin 2016 : Biker Character Pack
- 16 juin 2016 : The Biker Heist
- 20 octobre 2016 : John Wick Weapon Pack
- 25 novembre 2016 : Gage Spec Ops Pack
- 15 décembre 2016 : Scarface Character Pack
- 15 décembre 2016 : Scarface Heist
- 9 février 2017 : John Wick Heists
- 23 mars 2017 : Gage Russian Weapon Pack
- 22 novembre 2017 : h3h3 Character Pack
- 7 novembre 2019 : Border Crossing Heist
- 7 novembre 2019 : Cartel Optics Mod Pack
- 7 novembre 2019 : Tailor Pack 1
- 27 février 2020 : San Martín Bank Heist
- 27 février 2020 : Federales Weapon Pack
- 27 février 2020 : Tailor Pack 2
- 27 février 2020 : Weapon Color Pack 1
- 30 juin 2020 : Breakfast in Tijuana Heist
- 30 juin 2020 : Fugitive Weapon Pack
- 30 juin 2020 : Weapon Color Pack 2
- 11 novembre 2020 : Buluc's Mansion Heist
- 11 novembre 2020 : Tailor Pack 3
- 11 novembre 2020 : Weapon Color Pack 3
- 11 novembre 2020 : Gunslinger Weapon Pack
- 24 février 2021 : Jiu Feng Smuggler Pack
- 17 mars 2021 : Dragon Pack
- 20 mai 2021 : Jiu Feng Smuggler Pack 2
- 16 juin 2021 : Guardians Tailor Pack
- 16 mai 2021 : The Ukrainian Prisoner Heist
- 22 septembre 2021 : Jiu Feng Smuggler Pack 3
- 13 octobre 2021 : Mega City Tailor Pack
- 13 octobre 2021 : Black Cat Heist
- 15 décembre 2021 : Winter Ghosts Tailor Pack
- 16 février 2022 : Jiu Feng Smuggler Pack 4
- 9 mars 2022 : Golden Dagger Tailor Pack
- 9 mars 2022 : Mountain Master Heist
- 20 avril 2022 : Southbound Tailor Pack
- 11 mai 2022 : McShay Weapon Pack
- 21 juin 2022 : Midland Ranch Heist
- 13 juillet 2022 : High Octane Tailor Pack
- 31 août 2022 : Tijuana Music Pack
- 21 septembre 2022 : McShay Weapon Pack 2
- 25 octobre 2022 : Lost in Transit Heist
- 16 novembre 2022 : Street Smart Tailor Pack
- 15 décembre 2022 : McShay Mod Pack

### Gratuit
- 13 septembre 2013 : The Diamond Store Heist
- 16 décembre 2013 : The Charlie Santa Heist
- 22 janvier 2014 : The Infamy Update
- 27 février 2014 : The Death Wish Update
- 21 mars 2014 : The Election Day Heist
- 29 mai 2014 : Shadow Raid Heist
- 18 septembre 2014 : The Big Fat Music Update
- 16 octobre 2014 : Crimefest
- 22 octobre 2014 : John Wick Character Pack
- 27 octobre 2014 : Old Hoxton Character Pack
- 27 octobre 2014 : The Hoxton Breakout Heist
- 4 décembre 2014 : White Xmas Heist
- 2 février 2015 : Happy New Year
- 5 mars 2015 : Infamy 2.0 Update
- 13 mars 2015 : The Springbreak 2015
- 7 mai 2015 : The Meltdown Heist
- 20 octobre 2015 : First World Bank Heist
- 23 octobre 2015 : Slaughterhouse Heist
- 29 octobre 2015 : Lab Rats Heist
- 11 décembre 2015 : The Santa's Workshop Heist
- 15 mars 2018 : PAYDAY 2 VR
- 11 novembre 2020 : Infamy 3.0 Update
- 15 décembre 2021 : Winter Wonderland